# قلعة سحر (الهايي)
قلعة سحر (بالفارسية: قلعه‌سحر) هي قرية وتقع في إيران في قسم الهايي الريفي. يقدر عدد سكانها بـ 801 نسمة .